# Goto Masaaki
Goto Masaaki (後藤 雅明 Goto Masaaki, sinh ngày 24 tháng 5 năm 1994) là một cầu thủ bóng đá người Nhật Bản. Anh thi đấu cho Shonan Bellmare.

## Sự nghiệp
Goto Masaaki gia nhập câu lạc bộ tại J2 League Shonan Bellmare năm 2017. Ngày 12 tháng 7 năm anh ra mắt ở Cúp Hoàng đế Nhật Bản (v Júbilo Iwata).